# スイマー (ゲーム)
『スイマー』(Swimmer) は1982年にテーカン（現・コーエーテクモゲームス）が開発、稼働したアーケード用縦スクロールアクションゲーム。
家庭用には2005年にオムニバス形式で発売された『テクモクラシックアーケード』の1タイトルとしてXboxに移植。2021年に『アーケードアーカイブス』の1タイトルとしてPlayStation 4版、Nintendo Switch版が配信。

## ゲーム内容
プレイヤーは川を泳ぐキャラクター（スイマー）を操作し、敵や障害物を回避するために左右に避けたり潜ったりしながら進み、最後の宝島を目指す。基本的に回避しか出来ないが、時折出てくるパワーアップアイテム「パワーエサ」を取るとBGMが変わり一定時間スーパーマンに変身し、ボス以外の敵を倒すことが可能になる。1～3ステージまでは縦スクロールのステージを進み、最後に出現するボスの巨大蟹を避けその先まで泳ぎきるとクリアとなる。4ステージ目は固定ステージで、上から流れてくるパワーエサで全てのピラニアを倒すことがクリア条件になる。全4ステージでクリア後はループする。ゲームオーバーになったらルーレットが始まり、表示されている数字とルーレットの数字が一致すると復活が出来る。
道中「いちご」「バナナ」「ぶどう」「メロン」の四種類のボーナスアイテムが配置されており、それを取得すると画面右側にそれぞれ最大4つずつストックされていく。各ステージクリア、そして全ステージクリアでストックされたアイテムがスコアに加算される。また「さくらんぼ」「もも」「りんご」「グレープフルーツ」「オレンジ」も配置されているが、ストックされることはなく取得時にスコアに加算されるだけである。

### 得点
敵
「ゲリラカニ」「キョンキョンアメンボ」「人喰いピラニア」をパワーエサで倒すと200点。
いちご
100点から取得ごとに増えていき最大400点になる。
バナナ
200点から取得ごとに増えていき最大800点になる。
ぶどう
300点から取得ごとに増えていき最大1200点になる。
メロン
400点から取得ごとに増えていき最大1600点になる。

## 移植版
| No. | タイトル                   | 発売日                                      | 対応機種                      | 開発元   | 発売元     | メディア                              | 備考 |
| --- | -------------------------- | ------------------------------------------- | ----------------------------- | -------- | ---------- | ------------------------------------- | ---- |
| 1   | テクモクラシックアーケード | 2005年9月14日 2005年10月21日 2005年10月27日 | Xbox                          | テクモ   | テクモ     | DVD                                   |      |
| 2   | スイマー                   | 2021年3月25日                               | PlayStation 4 Nintendo Switch | テーカン | ハムスター | ダウンロード (アーケードアーカイブス) |      |

XBOX版
テクモクラシックアーケードの1タイトルとして収録。ギャラリーモードでインストカードを見ることができる。